# Arquidiocese de Nueva Pamplona
A Arquidiocese de Nueva Pamplona (Archidiœcesis Neo-Pampilonensis) é uma circunscrição eclesiástica da Igreja Católica situada em Pamplona, Colômbia. Seu atual arcebispo é Jorge Alberto Ossa Soto. Sua Sé é a Catedral de Santa Clara.
Possui 36 paróquias servidas por 69 padres, contando com 222140 habitantes, com 96% da população jurisdicionada batizada.

## História
A diocese de Nueva Pamplona foi erigida em 25 de setembro de 1835 pela bula Coelestem agricolam do Papa Gregório XVI, obtendo seu território da arquidiocese de Santafé em Nueva Granada (hoje arquidiocese de Bogotá), da qual foi originalmente feita sufragânea.
José Jorge Torres Estans foi o primeiro bispo da diocese e instituiu o seminário diocesano.
Posteriormente, cedeu porções de seu território várias vezes em benefício da ereção de novas circunscrições eclesiásticas, a saber:
- a diocese de Socorro (atual diocese de Socorro e San Gil) em 20 de março de 1895;
- a prefeitura apostólica de Río Magdalena (atual diocese de Barrancabermeja) em 20 de abril de 1928;
- a Prefeitura apostólica de Labateca em 15 de junho de 1945;
- a prelazia territorial de Bertrania en el Catatumbo (hoje diocese de Tibú) em 1 de agosto de 1951;
- a diocese de Bucaramanga (hoje uma arquidiocese) em 17 de dezembro de 1952.

Em 1956, ele cedeu outra parte do seu território para o benefício da ereção da diocese de Cúcuta, mas também cresceu com o território da prefeitura apostólica suprimida de Labateca. Em 29 de maio desse ano foi elevada à categoria de arquidiocese metropolitana pela bula Dum rerum humanarum do Papa Pio XII.

## Prelados
| #                 | Nome                            | Período    | Notas                                      |
| Arcebispos        | Arcebispos                      | Arcebispos | Arcebispos                                 |
| ----------------- | ------------------------------- | ---------- | ------------------------------------------ |
| 9º                | Jorge Alberto Ossa Soto         | 2019-atual |                                            |
| 8º                | Luis Madrid Merlano             | 2010-2018  |                                            |
| 7º                | Gustavo Martínez Frías †        | 1999-2009  |                                            |
| 6º                | Víctor Manuel López Forero      | 1994-1998  |                                            |
| 5º                | Rafael Sarmiento Peralta †      | 1985-1994  |                                            |
| 4º                | Mario Revollo Bravo †           | 1978-1984  | Nomeado Arcebispo de Bogotá                |
| 3º                | Alfredo Rubio Díaz †            | 1968-1978  |                                            |
| 2º                | Aníbal Muñoz Duque †            | 1959-1968  | Nomeado Administrador Apostólico de Bogotá |
| 1º                | Bernardo Botero Álvarez, C.M. † | 1956-1959  |                                            |
| Bispos            |                                 |            |                                            |
| 7º                | Rafael Afanador y Cadena †      | 1916-1956  |                                            |
| 6º                | Evaristo Blanco †               | 1909-1915  |                                            |
| 5º                | Ignacio Antonio Parra †         | 1875-1908  |                                            |
| 4º                | Indalecio Barreto †             | 1874-1875  |                                            |
| 3º                | Bonifacio Antonio Toscano †     | 1864-1873  |                                            |
| 2º                | José Luis Niño †                | 1856-1864  |                                            |
| 1º                | José Jorge de Torres y Estans † | 1836-1853  |                                            |
| Bispos auxiliares |                                 |            |                                            |
|                   | Jaime Cristóbal Abril González  | 2016-2019  | Nomeado Bispo de Arauca                    |
|                   | José de Jesús Martinez Vargas   | 1948-1951  | Nomeado Bispo-auxiliar de Bogotá           |